# 小行星2696
小行星2696（2696 Magion）是一颗围绕太阳公转的小行星。1980年4月16日，拉迪斯拉夫·布羅傑克在克萊季发现了此天体。
該小行星以1978年捷克第一枚射入軌道的人造衛星「Magion 1」命名。
这颗小行星的绝对星等为283.44022等。